# Вейсберг, Владимир Григорьевич
Влади́мир Григо́рьевич Ве́йсберг (7 июня 1924, Москва — 1 января 1985, Москва) — советский художник и теоретик искусства, принадлежащий к послевоенному поколению авторов, становление которых пришлось на середину 1950-х — начало 1960-х годов; один из видных мастеров «неофициального искусства».

## Биография
Сын педагога и психолога Григория Вейсберга (1884—1942). В 1920-е годы отец, знавший немецкий язык, интересовался идеями З. Фрейда и пытался внедрить их в советский строй. Позже, из Наркомпросса, где он работал под покровительством О. Шмидта, его перевели на преподавательскую работу, где он смог проявить себя как редактор педагогического журнала «Советская педагогика». Мать, Мария Яковлевна, из сибирской семьи Бурцевых, — работала библиотекарем в Институте труда и гигиены.
Во время Великой Отечественной войны Вейсберг стремился попасть на фронт, но был отправлен на прокладку противотанковых окопов. Во время одной из бомбежек его сильно контузило, что стало причиной дальнейшего лечения у невропатолога. Позже художник не единожды ложился в больницу.
С 1943 по 1948 год Вейсберг учился в студии ВЦСПС у художника С. М. Ивашева-Мусатова вплоть до ареста последнего в 1947 году. Позднее посещал мастерскую А. А. Осмеркина, где ранее преподавал живопись И. И. Машков. Посещал «домашнюю академию» В. Я. Ситникова.
В 1946 году Художественный институт им. В. И. Сурикова возобновил академические занятия, но в первый послевоенный набор Вейсберг не прошел по конкурсу.
Во второй половине 1950-х творческие поиски мастера происходят на фоне культурного подъема оттепели и оживления художественной жизни в стране. В эти годы настоящей школой для художника становится Пушкинский музей. Чтобы увидеть шедевры Дрезденской коллекции на знаменитой выставке 1955 года, Вейсберг устроился в музей разнорабочим — так он получил возможность изучать увлекавшие его полотна, в том числе — импрессионистов и особенно Поля Сезанна.
В конце 1950-х становится членом художественного объединения «Девять» («Группа девяти»).
С 1959 по 1984 год преподавал живопись в студии Института повышения квалификации Союза архитекторов СССР.
С 1961 года — член Московское отделение Союза художников РСФСР.
С 1964 по 1966 преподавал на Курсах телевидения Москвы.
Первая персональная выставка в СССР состоялась уже после кончины мастера — в 1988 году.
Умер в Москве 1 января 1985 года. Похоронен на Введенском кладбище, участок № 11.
Благодаря дару обеих жён Вейсберга, самым большим корпусом работ художника обладает Пушкинский музей. Значительная часть работ художника находится за границей в частных собраниях.

## Личная жизнь
Был близким другом Надежды Мандельштам.
Дружил с Александром Гинзбургом. В ситуации, когда Гинзбургу потребовалась помощь, он помогает. Вейсберг подписывает знаменитое «Письмо 46-ти», составленное в начале 1968 года в защиту московских активистов самиздата, в число которых входил А. Гинзбург. После этого поступка работы Вейсберга практически перестали выставлять.
После неудачной попытки поступить в Художественный институт им. В. И. Сурикова, с осени 1947 сосредоточился на самостоятельном образовании. Женился на Светлане Викторовне Щегловой, соученице по студии ВЦСПС.
В конце 1950-х произошли значительные перемены в личной жизни Вейсберга: он женится во второй раз, на историке Галине Михайловне Ерминой.

## Творчество
Период становления В. Вейсберга прошел под влиянием колористической московской школы — прямой родственницы французской. Одним из главных своих учителей художник считал Поля Сезанна. Российского живописца больше всего интересовала идея великого француза и его интернациональных последователей — соединить в своем творчестве «пленэр» и «музей», то есть непосредственное впечатление с его анализом.
В 1960-е годы В. Вейсберг являлся членом МОСХ-а, был постоянным участником официальных выставок, преподавал в кружке ИЗО. Но, неожиданно для всех, он решил участвовать в выставке А. Гинзбурга. После появления в частной квартире Гинзбурга, Вейсберг стал знаменит. По воспоминаниям В. Воробьева, в число посетителей его мастерской входили такие имена, как: О. Андреева-Карлайл, М. Грей, Л. Брик, А. Зегерс, Г. Бёлль, К. Проффер, В. Луи, Н. Стивенс, Р. Фрост, М. Рагон.
На скандальной выставке художников-авангардистов в «Манеже» 1 декабря 1962 года, которую посетил Н. С. Хрущёв, В. Вейсберг выставлялся в главном выставочном зале.
До 1968 года в разных линиях искусства воспроизводились утопические видения о гармонии, счастье и духовном просветлении. В различных стилевых формах в этом направлении работали Дмитрий Жилинский, а также кинетисты из группы «Движение», Таир Салахов, Михаил Шварцман, Дмитрий Плавинский. В тот период, а именно в 1963 году, в работах Вейсберга появляется новая тема, получившая наименование «белое на белом», в которой он пытался выразить «невидимую живопись», восходящую к «белому супрематизму» К. Малевича. В отличие от работ 50-х годов, произведения 60-х сильно высветляются, а шероховатые поверхности уступают место сглаженным, которые достигаются с помощью более жидкого мазка. Инстинктивное стремление Вейсберга уйти от чувственно-эмоционального восприятия цвета к интеллектуально-чувственному, «оторваться от предметного» и растворить его, привели мастера к почти монохромному, насыщенному тональными колебаниями, светящемуся живописному мареву «белого на белом».
«Белое на белом» не отрицает наличия цвета: у Вейсберга «белое» состоит из множества едва различимых «частиц» цвета опаловой или перламутровой палитры. В его полотнах цвет будто бы поглощается светом, тем самым заставляя картину «светиться» изнутри. Художник говорил: «Гармония — некий однородный свет, ощущаемый постепенно сквозь (через) конструкцию. Этот свет за пределами наших чувств. Когда он заторможен нашими ограниченными органами чувств, его ощущают, не понимая его». Свет для живописца не соотносится с освещением предметов, он как бы возникает изнутри картины.
Вейсберг, по-прежнему отталкиваясь от доктрины Сезанна, изображает геометрические фигуры — кубы, конусы, шары, трубки, тающие в свете. Каждый их набор на картине строго продуман: важным было соотношение форм друг с другом, их совместная ритмичность, а также расположение в пространстве. Чаще всего композиции имеют подчеркнуто центрический характер. Они замкнуты, иератичны и чуть-чуть вывернуты на зрителя, что подчеркивается введением обратной перспективы. Иногда предметы выстраиваются в музыкально-ритмизированные «процессии», где более крупным формам вторят более мелкие. Тогда художник использует более вытянутые форматы холста. Но во всех случаях идеальная архитектоничность построения композиции — и в пропорциональном и в весовом отношениях — напоминает некие архитектурные ансамбли.
С 1962 года Вейсберг начал писать гипсовые фигуры, преимущественно геометрические, и с тех пор эта пластическая тема варьировалась им в течение всей его творческой жизни. Художник жил на Арбате и любил рисовать дворы и переулки. Его рисунки абсолютно классичны и напоминают работы старых мастеров при всей современности ощущения и видения.
В работах 1970-х и 1980-х окончательно утверждается чувствительная к освещению, прозрачная, «парящая» живопись Вейсберга.
Как нельзя более точно Вейсберга охарактеризовал Владимир Немухин в своих «Монологах»:
«Кандинский писал, что белое, так часто определяемое как „некраска“ (особенно благодаря импрессионистам, для которых „нет белого в природе“), есть как бы символ мира, где исчезли все краски, все материальные свойства и субстанции. Потому и действует белое на нашу психику, как молчание такой величины, которое для нас „абсолютно“. <…> Вейсберг всю свою жизнь упорно стремился к овладению тайной белизны — откуда идет Великое Молчание, подобное в материальном изображении холодной, в бесконечность уходящей стене, которую ни перейти, ни разрушить, — и под конец постиг её.
Вейсберг был человеком душевно больным, и в этом смысле его страдания сродни тем состояниям, которые переживал Владимир Яковлев и Анатолий Зверев. Эти три гениальных шизофреника утвердили в „здоровом“ советском обществе право на болезнь как способ постижения бытия».

## Работы находятся в собраниях
- Государственная Третьяковская галерея, Москва.
- Государственный Русский музей, Санкт-Петербург.
- Государственный музей изобразительных искусств им. А. С. Пушкина, Москва.
- Московский музей современного искусства, Москва.
- Музей ART4, Москва.
- Новый музей, Санкт-Петербург.
- Музей «Другое искусство», Москва.
- Историко-архитектурный и художественный музей «Новый Иерусалим», Истра.
- Архангельский областной музей изобразительных искусств, Архангельск.
- Вологодская областная картинная галерея, Вологда.
- Саратовский художественный музей имени А. Н. Радищева, Саратов.
- Запорожский областной художественный музей, Запорожье.
- Ивановский областной художественный музей, Иваново.
- Курганский областной художественный музей, Курган.
- Павлодарский областной художественный музей, Павлодар.
- Пермская государственная художественная галерея, Пермь.
- Ростовский областной музей изобразительных искусств, Ростов-на-Дону.
- Государственный музей-заповедник «Ростовский кремль», Ростов.
- Томский областной художественный музей, Томск.
- Чувашский государственный художественный музей, Чебоксары.
- Бернский художественный музей, Берн, Швейцария.
- Государственные художественные собрания Дрездена, Дрезден, Германия.
- Музей изобразительных искусств Лозанны, Лозанна, Швейцария.
- Тель-Авивский музей изобразительных искусств, Тель-Авив, Израиль.
- Музей искусства и истории, Невшатель, Швейцария.
- Музей современного искусства, Труа, Франция.
- Израильский музей, Иерусалим, Израиль.
- Музей Зиммерли, Нью-Брансуик, Нью-Джерси, США.
- Собрание Бар-Гера, Германия-Израиль
- Собрание Инны Баженовой, Россия
- Собрание Игоря Маркина.
- Собрание Иветы и Тамаза Манашеровых, Россия

## Персональные выставки
- 1954 — участие в выставке «Молодые художники».
- 1975 — ученик художника Ян Раухвергер организовал в Музее Израиля выставку работ Вейсберга, на которой представил хранящиеся у него произведения учителя.
- 1994 — «Владимир Вейсберг». Государственная Третьяковская галерея, Москва.
- 2006 — «Владимир Вейсберг». Государственный музей изобразительных искусств имени А. С. Пушкина, Москва.
- 2014-2015 — Влюбленный в классическое искусство. Живопись и графика Владимира Вейсберга из российских музеев и частных собраний. Фонд In Artibus, Москва.
- 2019 — Выставка «Владимир Вейсберг. Ничего кроме гармонии». Государственный музей изобразительных искусств имени А. С. Пушкина и Инны Баженовой.

## Цитаты
- «Мы видим предмет благодаря несовершенству нашего видения. При совершенном видении мы видим гармонию, а предмета не замечаем»[12].

## Память
В память художника астроном Крымской астрофизической обсерватории Людмила Карачкина назвала астероид (4996) Veisberg, открытый 11 августа 1986 года.